# David City
David City ist eine Stadt mit 2597 Einwohnern im Butler County in Nebraska. Sie ist Verwaltungssitz (County Seat) des Butler County.

## Lage
David City liegt etwa 95 km westlich von Omaha, der größten Stadt des Bundesstaates Nebraska und etwa 20 km südlich des Platte River.

## Geschichte
Der Ort, an der sich heute David City befindet, wurde nach einer Wahl im Butler County im März 1873 als zukünftiger Sitz der Verwaltungsregion ausgewählt. Das Gelände, auf dem sich heute das Gerichtsgebäude der Stadt befindet, gehörte zu dieser Zeit Mrs. Phoebe Davids Miles, die der Stadt das Land kostenlos zur Verfügung stellte. Die Stadt wurde deshalb zu Ehren ihres Vaters William Davids of Marion "David City" genannt.

## Bevölkerung
Laut dem United States Census 2000 besteht David City aus 2597 Einwohnern, 1082 Haushalten und 641 Familien. In 29,6 % der Haushalte befinden sich Kinder. Das durchschnittliche Pro-Kopf-Einkommen in der Stadt liegt bei 16.550 US-Dollar. Ungefähr 3,1 % der Familien und 8,1 % der Bevölkerung leben unter der Armutsgrenze, einschließlich 8 % der Kinder und Jugendlichen und 10,1 % der über 65-Jährigen.

## Infrastruktur
In der Stadt befinden sich drei Schulen: Die St. Thomas Aquinas middle and high school und die St. Mary's Catholic Grade Schools, zwei katholische Schulen, sowie die David City Public School.
Im Süden der Stadt befindet sich das Butler County Health Care Center, ein kleines Krankenhaus mit 20 Betten. Weiterhin gibt es ein Ärztezentrum namens Butler County Clinic, P.C. und zwei Pflegeheime: St. Joseph's Villa und David Place.
Einige hundert Meter südlich der Stadt befindet sich ein kleiner Flugplatz mit asphaltierter Landebahn, das Bongers Sky Ranch Airfield, sowie ein kleiner Golfplatz.

## Persönlichkeiten (chronologisch)
- Joyce C. Hall (1891–1982), Unternehmer
- Ruth Etting (1896–1978), Schauspielerin
- Dale Nichols (1904–1995), Maler, Grafiker, Illustrator und Schriftsteller
- Kenneth Donald Steiner (* 1936), römisch-katholischer Weihbischof